# 雷·克萊恩
雷·斯坦納·克萊恩（英語：Ray Steiner Cline，1918年6月4日—1996年3月16日），是美國中央情報局的一名官員，最著名的是在古巴飛彈危機期間擔任中央情報局首席分析師。

## 早年生活
雷·克萊恩，1918年出生於伊利諾伊州克拉克縣，成長在印第安納州特雷霍特。
1935年，克萊恩畢業於威利高中，隨後獲得哈佛大學獎學金。他於1939年獲得哈佛大學學士學位，並於1949年獲得哈佛大學博士學位。克萊恩於1941年與瑪佳莉·威爾遜結婚，育有兩個女兒。斯特凡·哈珀是雷·克萊恩的女婿。

## 經歷
克萊恩在二戰期間首先擔任美國海軍部的密碼分析員（1942年—1943年），然後加入了新成立的戰略情報局。他於1944年成為當時的情報局（CIA）局長，一直服務到1946年。後來，他前往中國與其他戰略情報局官員一起工作，包括約翰·K·辛勞布、理查德赫爾姆斯、E.霍華德·亨特、保羅·赫利威爾、羅伯特·埃米特·約翰遜和盧西恩·科奈恩。1946年，他被調派到美國戰爭部，負責撰寫作戰部歷史。
根據斯特林·西格雷夫的說法，愛德華·蘭斯代爾在二戰結束後在菲律賓的洞穴和隧道中發現了山下寶藏。這些藏品可能包括珠寶、貴重物品和其他戰利品。此外，克萊恩表示，保羅·赫利維爾和羅伯特·B·安德森創建了176個被稱為「黑金」銀行賬戶，以支持美國未來的行動。這些賬戶通過船隻從菲律賓運走戰利品，在42個國家/地區進行運作。
1949年，克萊恩畢業於哈佛大學後，加入剛成立不久的中央情報局，並擔任情報分析師的職位。他最初負責朝鮮情報，但未能預測到朝鮮在1950年入侵韓國，從而引發了朝鮮戰爭。在1951年到1953年期間，他在E.C.貝茨准將的監督下擔任美國駐英國大使館的隨員。從1953年到1957年，他擔任中央情報局的主管官員，負責監視蘇聯和中華人民共和國。在這個職位上，他成功預測了中蘇分裂。
1958年，他被任命為中央情報局台北站的站長，並擔任美國海軍輔助通訊中心（Naval Auxiliary Communications Center，NACC）的主任職位。1962年，克萊恩移居華盛頓特區，擔任中央情報局情報局分析部門的負責人，接替了小羅伯特·阿默里在1953年至1962年擔任的該職位。在古巴導彈危機中，克萊恩發揮了關鍵作用。在他的領導下，情報局對古巴的U-2偵察機照片進行了深入研究，得出結論蘇聯向古巴運送了核彈頭。作為其中之一，克萊恩向約翰·肯尼迪總統通報了這一進展。在1966年世界自由民主聯盟成立時，克萊恩發揮了作用。克萊恩在擔任情報局局長期間一直持續到1966年，然而當時他對林登·約翰遜總統感到失望，因此決定離開中央情報局。在這個時候，他的老朋友理查德赫爾姆斯出面干預，使克萊恩擔任美國駐德國大使在波恩的特別協調員和顧問。1969年，理查德·尼克松總統任命克萊恩為情報研究局助理國務卿，使他回到美國。隨後，他從1969年10月26日至1973年11月24日擔任該職位。以此身份，他監督了美國情報部門在贖罪日戰爭籌備方面的工作。
克萊恩於1973年離開政府部門，並擔任喬治城大學戰略與國際研究中心的執行主任。在戰略與國際研究中心的工作期間，他成為一位多產的美國情報和外交政策作家。同時，他在美國國會和媒體的作證中，也成為中央情報局的熱心捍衛者。
此外，克萊恩還擔任美國全球戰略委員會的主席。

## 獎項
- 傑出情報獎章（英语：Distinguished Intelligence Medal）
- 終生情報獎章（英语：Career Intelligence Medal）

## 外部連結
- 雷·克萊恩在C-SPAN （页面存档备份，存于）

| 政府职务             | 政府职务                                                       | 政府职务           |
| -------------------- | -------------------------------------------------------------- | ------------------ |
| 前任： 托馬斯·L·休斯 | 美國國務院情報研究局助理國務卿 1969年10月26日 – 1973年11月24日 | 繼任： 威廉·G·海蘭 |